# Metaemene hampsoni
Metaemene hampsoni là một loài bướm đêm trong họ Erebidae.